# Lúcio Costa
Lúcio Costa (Toló, França, 27 de febrer de 1902 — Rio de Janeiro, 13 de juny de 1998) va ser un arquitecte i urbanista brasiler. Pioner de l'arquitectura modernista al Brasil, encara que més tard va rebutjar aquest moviment i va seguir les clàusules del moviment modern. Va ser conegut mundialment pel projecte del Pla Pilot de Brasília.
Lucio Costa va créixer en diferents països a causa de les activitats oficials del seu pare, l'almirall Joaquim Ribeiro da Costa, el que li va brindar una formació bastant pluralista. Va estudiar en la Royal Grammar School de Newcastle, al Regne Unit, i en el Collège National de Montreux (Vaud). Va tornar al Brasil el 1917 i més tard va ingressar a estudiar arquitectura en l'Escola de Belles Arts de la Universitat Federal de Rio de Janeiro. Allí es va instruir primerament en l'arquitectura neoclàssica i neocolonial, però després trenca amb aquesta formació historicista de l'escola i es va influenciar de l'obra de Le Corbusier.
Es va associar amb l'arquitecte ucraïnès Gregori Warchavchik, qui va construir el primer projecte d'arquitectura moderna al Brasil. El 1932, poc després de la revolució de 1930 i d'una vaga liderada pels estudiants Luiz Nunes i Jorge Moreira va ser nomenat per alguns mesos com a director de l'Escola Nacional de Belas Artes, on va implantar un curs d'arquitectura moderna amb un discurs centrat en la recuperació de la relació entre forma, tècnica i materials. Entre els seus alumnes estava el jove Oscar Niemeyer.
Conscient de la importància de la seva generació en el canvi cultural del país, Costa va convèncer a Le Corbusier a anar-se a viure al Brasil el 1936 perquè dictés una sèrie de conferències. De prolífica creació per aquests anys, Lúcio Costa el 1957 va enviar un avantprojecte en el concurs llançat per a crear la nova capital del país, contravenint això sí algunes normes del concurs.
Malgrat això, va vèncer gairebé per unanimitat, sofrint diverses acusacions dels altres postulants. Va desenvolupar el Pla Pilot de Brasília i, como Niemeyer, va passar a ser conegut en tot el món com a autor de gran part dels edificis públics d'aquesta ciutat. Lúcio Costa va morir a Rio de Janeiro el 1998, ciutat on va residir la major part de la seva vida. Va deixar dues filles, Maria Elisa, també arquitecta, i Helena.

## Principals obres

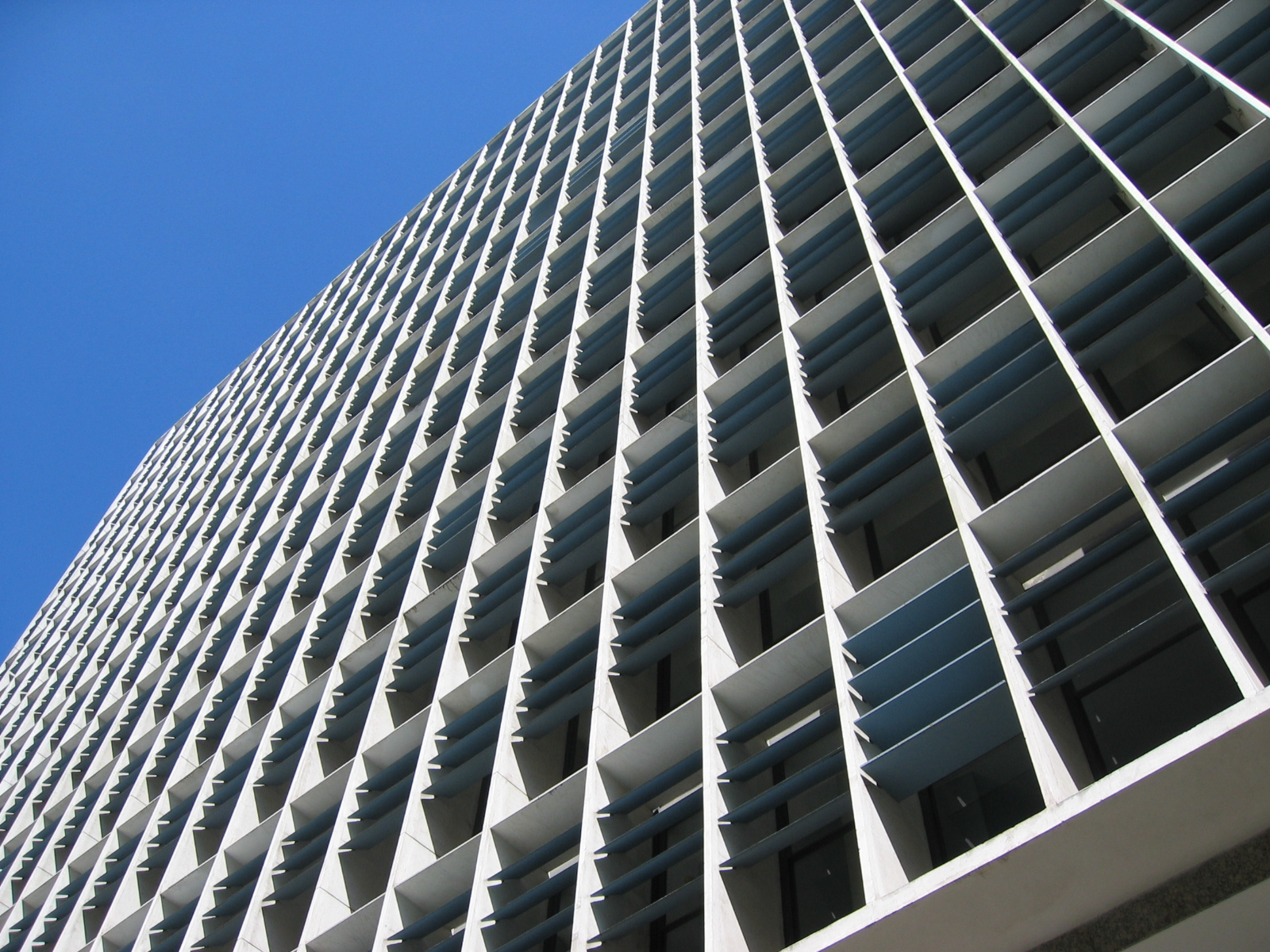
Façana nord de l'Edifici Gustavo Capanema de Rio de Janeiro

- 1936 - Projecte de l'edifici seu del Ministério da Educaço i Saúde Pública, actual Palau Gustavo Capanema, a Rio de Janeiro, al costat d'un equip d'arquitectes carioques
- 1937 - Projecte per al Museu de São Miguel das Missões, a Rio Grande do Sul
- 1939 - Pavelló de Brasil en la Fira Internacional de Nova York
- Residència Hongria Machado (actual consolat de Rússia), a Rio de Janeiro
- Casa d'estiueig del Baró de Saavedra, a Petròpolis
- 1944 - Park Hotel So Clemente, a Nova Friburgo
- Parc Guinle, a Laranjeiras, en la zona sud de la ciutat de Rio de Janeiro
- 1952 - Projecte de la Casa do Brasil, a París
- 1956 - Seu social del Jockey club do Brasil, en el centre de la ciutat de Rio de Janeiro
- 1957 - Pla pilot de Brasília, la capital brasilera.

## Producció bibliogràfica
- 1939 - Razés da Nova Arquitetura
- 1945 - Consideraçés sobre o Ensino da Arquitetura
- 1952 - O Arquiteto i a Sociedade Contemporânea
- 1995 - Registre de uma Vivência. So Paulo: Empresa des Arts